# 蘇聯民航964號班機空難
蘇聯民航964號班機空難是一班來回蘇聯喬治亞共和國庫塔伊西大衛四世－庫塔伊西國際機場至莫斯科多莫傑多沃國際機場的定期航班，1973年10月13日，一架圖-104客機墜毀於多莫傑多沃國際機場附近，造成114名乘客和8名机组人员死亡。

## 原因
飞机到达多莫傑多沃國際機場附近后，在下降过程中发生电力系统故障，导致罗盘系统和主陀螺仪失效。飞行员难以建立合适的航向和姿态，造成空間定向障礙。此时起落架放下。襟翼深处，飞机在1300英尺的高度进行了一次右转，随后急速向左盘旋。至撞击地面时，飞机倾斜角达75度。